# Jan Bednarek (Fußballspieler)
Jan Kacper Bednarek (* 12. April 1996 in Słupca, Woiwodschaft Großpolen) ist ein polnischer Fußballspieler. Er steht beim FC Porto unter Vertrag und spielt für die polnische Nationalmannschaft.

## Karriere

### Vereine

#### Anfänge in Polen
Jan Bednarek begann seine Fußballkarriere als Innenverteidiger bei Lech Posen. Mit 17 debütierte er in der Saison 2013/14 für die Profimannschaft des Klubs im Erstligaspiel gegen Piast Gliwice. In der nachfolgenden Spielzeit holte er mit der Mannschaft die polnische Meisterschaft. Für die Saison 2015/16 wurde er an den Drittligisten Górnik Łęczna verliehen und kehrte anschließend noch für eine Saison nach Posen zurück.

#### Wechsel nach England
Zur Premier-League-Saison 2017/18 unterschrieb Bednarek einen Vertrag beim FC Southampton und hielt mit dem Team als Tabellensiebzehnter die Klasse.
Im September 2022 wurde er für ein Jahr an den Ligakonkurrenten Aston Villa verliehen. Bereits im Januar 2023 beendete Southampton das Leihgeschäft und holte Bednarek zurück.

#### Wechsel nach Portugal
Im Juli 2025 wechselte er zum FC Porto in die Primeira Liga.

### Nationalmannschaft
Bednarek spielte ab der U16 für jede Juniorennationalmannschaft seines Landes und wurde schließlich nach Einsätzen für die U-20- und U-21-Auswahl 2017 in den Kader der A-Nationalmannschaft berufen. Bei der WM 2018 in Russland spielte er dreimal und erzielte im Gruppenspiel gegen Japan einen von insgesamt nur zwei Treffern für die polnische Mannschaft. Als Gruppenletzter kam Polen nicht über die Gruppenphase hinaus.
Zur Fußball-Europameisterschaft 2021 wurde er in den polnischen Kader berufen, kam aber mit diesem nicht über die Gruppenphase hinaus.